# إيميل زولا بيرمان
إيميل زولا بيرمان (بالإنجليزية: Emile Zola Berman)‏ هو محامي أمريكي، ولد في 3 نوفمبر 1902، وتوفي في 3 يوليو 1981.